# وانغ لينا
وانغ لينا (5 فبراير 1978 في الصين - ) (بالصينية: 王麗娜) هي سياسية ولاعبة كرة طائرة الصين. شاركت في الألعاب الأولمبية الصيفية 2000 والألعاب الأولمبية الصيفية 2004 والألعاب الأولمبية الصيفية 1996.

## وصلات خارجية
- وانغ لينا على موقع أوليمبيديا (الإنجليزية)
- وانغ لينا على موقع اللجنة الأولمبية الصينية (الإنجليزية)